# 227770 Wischnewski
227770 Wischnewski è un asteroide della fascia principale. Scoperto nel 2006, presenta un'orbita caratterizzata da un semiasse maggiore pari a 2,1984511 UA e da un'eccentricità di 0,1435269, inclinata di 4,25423° rispetto all'eclittica.